# Partido judicial de Oviedo
El partido judicial de Oviedo es uno de los dieciocho partidos en los que se divide el Principado de Asturias, en España, concretamente, es el partido judicial n.º 10 de la provincia de Asturias

## Ámbito geográfico
El ámbito territorial, que viene regulado por el Real Decreto 529/1983, de 9 de marzo, comprende los municipios de:
- Llanera
- Oviedo
- Las Regueras
- Ribera de Arriba
- Santo Adriano